# Ronald Brouwer
Ronald Brouwer, född den 27 april 1979 i Hellevoetsluis, Nederländerna, är en nederländsk landhockeyspelare.
Han tog OS-silver i herrarnas landhockeyturnering i samband med de olympiska landhockeytävlingarna 2004 i Aten.